# La costituzione inglese
La costituzione inglese (traduzione dal titolo originale The English Constitution) è un libro di Walter Bagehot scritto nel 1867. Esplora la costituzione (scritta, ma consuetudinaria) del Regno Unito, soffermandosi soprattutto sul Parlamento e sulla Monarchia Britannica, e comparando il governo inglese con quello americano. L'opera diventò un testo fondamentale e  fu tradotto in varie lingue.

## Osservazioni sulla comparazione dei governi
I riferimenti di Bagehot sul Parlamento sono diventati obsoleti, invece le sue osservazioni sulla monarchia sono ancora considerate centrali per comprendere la monarchia costituzionale. Definì i diritti e i ruoli del monarca vis-à-vis al governo in tre punti o frasi:
- The right to be consulted; (diritto di essere consultato)
- The right to advise; (diritto di consigliare)
- The right to warn. (diritto di avvertire)

Generazioni di monarchi britannici hanno studiato l'analisi di Bagehot.
L'autore ha inoltre diviso la Costituzione in due parti: Dignified (la parte nobile) e Efficient (la parte operativa): l'opera esprime la tesi secondo cui "nell'Inghilterra del XIX secolo lo spettacolo teatrale della società ispirava la deferenza dei governati verso i governanti. La parte nobile - oggi diremmo simbolica - delle Istituzioni affascinava il popolo e lo convinceva ad accettare le decisioni della parte operativa della Costituzione, cioè il governo di gabinetto espresso dal Parlamento".
Walter Bagehot nell'opera loda quello che ora viene definito governo parlamentare (che egli chiama 'governo di gabinetto', cabinet government) e allo stesso tempo critica il sistema americano per i numerosi difetti ed assurdità che vi rileva, come la sua relativa mancanza di flessibilità e responsabilità. Citando ciò che scrive "un sistema parlamentare forma il pubblico, mentre un sistema presidenziale lo corrompe".
Loda il Parlamento come un luogo di "reale dibattito", considerando invece i dibattiti del Congresso degli Stati Uniti d'America come dei "Prologhi senza uno spettacolo". Bagehot afferma che la differenza  sta nella sostanza, poiché i dibattiti al Parlamento hanno la possibilità di rovesciare un governo, mentre i dibattiti al Congresso non hanno questo importante potenziale.